# Weltorganisation für geistiges Eigentum

Ehemaliges französisches Logo

Die Weltorganisation für geistiges Eigentum, englisch: World Intellectual Property Organization (WIPO); französisch: Organisation mondiale de la propriété intellectuelle (OMPI), wurde am 14. Juli 1967 durch das Stockholmer Übereinkommen zur Errichtung der Weltorganisation für geistiges Eigentum mit dem Ziel gegründet, Rechte an immateriellen Gütern weltweit zu fördern.
1974 wurde die WIPO Teilorganisation der Vereinten Nationen. Die WIPO verwaltet internationale Verträge auf dem Gebiet des geistigen Eigentums und hat ihren Sitz in Genf, 34, Chemin des Colombettes.

## Geschichte
Die Weltorganisation für geistiges Eigentum wurde mit Inkrafttreten des Stockholmer Übereinkommens als Nachfolgerin des seit 1883 bestehenden Internationalen Büros zum Schutz des geistigen Eigentums (BIRPI; Bureaux Internationaux Réunis pour la Protection de la Propriété Intellectuelle mit Sitz in Bern) gegründet.
Gründungsvereinbarung für das Internationale Büro war die Pariser Verbandsübereinkunft zum Schutz des gewerblichen Eigentums – PVÜ (Paris Convention for the Protection of Industrial Property) von 1883. Diese internationale Vereinbarung regelt wesentliche Aspekte des internationalen Schutzes von geistigem Eigentum, sie umfasst die Schutzbereiche Erfindungen (Patente), Marken und Designs und ist heute noch Grundlage für das Handeln der Weltorganisation für geistiges Eigentum.
Die Pariser Verbandsübereinkunft zum Schutz des gewerblichen Eigentums (PVÜ) ist Ausgangsabkommen für eine Vielzahl von internationalen Verträgen, die heute von der Weltorganisation für geistiges Eigentum verwaltet werden, wie das 1891 in Kraft getretene Madrider Abkommen über die internationale Registrierung von Marken, das 1925 in Kraft getretene Haager Abkommen über die internationale Hinterlegung gewerblicher Muster und Modelle (Designs), den 1978 in Kraft getretenen Vertrag über die Internationale Zusammenarbeit auf dem Gebiet des Patentwesens (PCT), den 1996 in Kraft getretenen WIPO-Urheberrechtsvertrag und den Patentrechtsvertrag (englisch: Patent Law Treaty) von 2000.

### Deutschland
In der Bundesrepublik Deutschland ist das Gesetz über die am 14. Juli 1967 in den unterzeichneten Stockholmer Übereinkünften auf dem Gebiet des geistigen Eigentums am 18. März 1970 vom Bundestag beschlossen und im BGBl. 1970 II 293 veröffentlicht worden. Es trat am 11. Juni 1970 in Kraft.
Mit der Wiedervereinigung Deutschlands wurden die Wirkungen der internationalen Verträge bei der Weltorganisation für geistiges Eigentum auf Gesamtdeutschland erstreckt, soweit sie nicht schon vorher in beiden Gebieten in Kraft waren.

## Arbeit

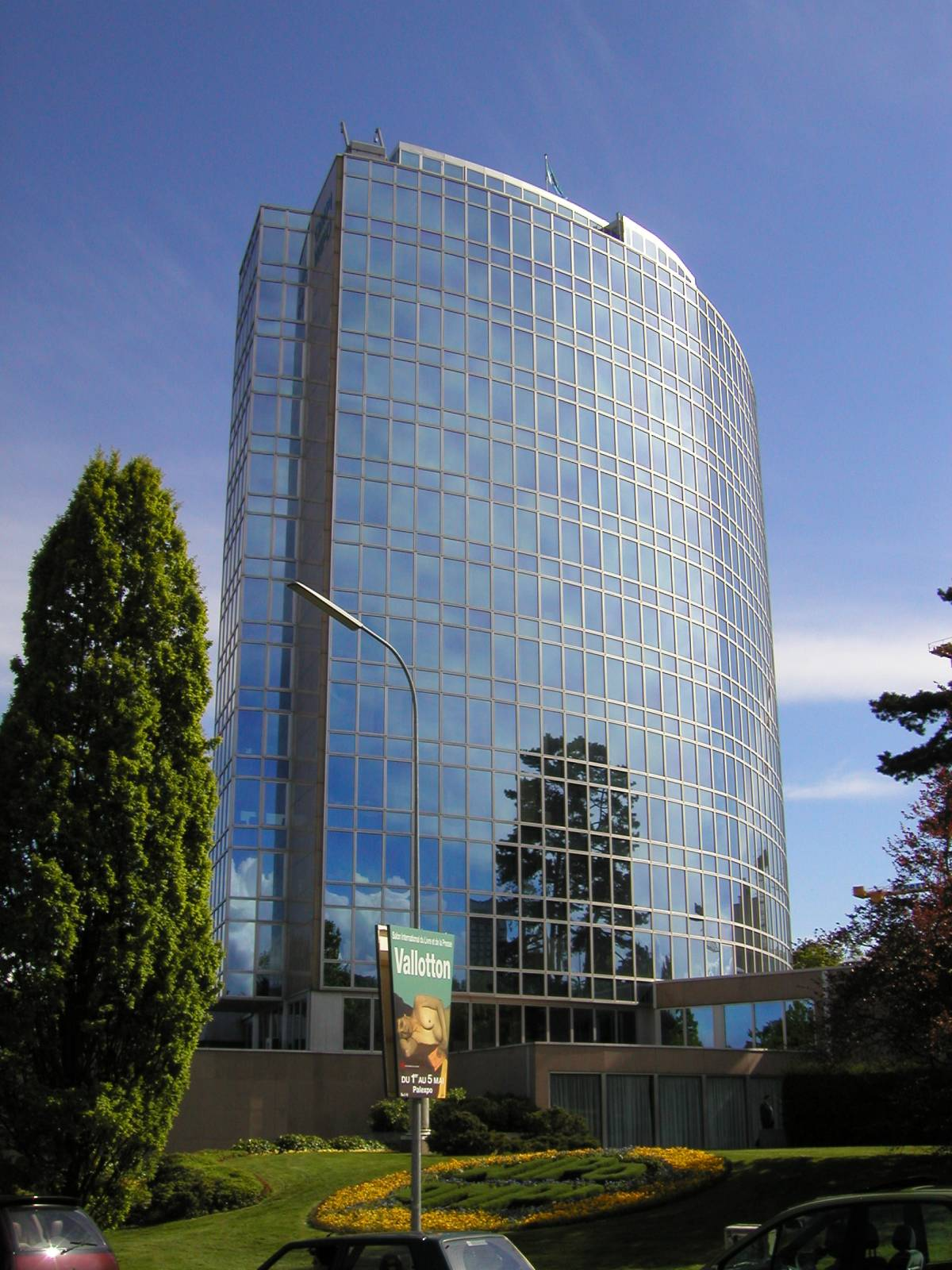
Hauptquartier in Genf

Die WIPO ist zum einen eine diplomatische Konferenz der Mitglieder, zum anderen eine Organisation mit Exekutivfunktion, die u. a. die PCT-Anmeldungen verwaltet. Streitfälle werden durch Mediation und Schiedsgericht geschlichtet. Ferner berät die WIPO auf Anforderung von offiziellen Interessenvertretern bei der Gesetzgebung im Feld des geistigen Eigentums. Vor allem die Flexibilisierung des TRIPs-Abkommens ist ein Thema dabei. Das TRIPs-Abkommen wurde außerhalb der WIPO durch das Freihandelssystem GATT ausgehandelt. Damit wurde die WIPO institutionell brüskiert und versucht ihren Einfluss zurückzugewinnen. 2005 wurde auf Drängen zahlreicher Mitglieder aus der Dritten Welt eine entwicklungspolitische Agenda unter heftigem diplomatischen Widerstand der Vereinigten Staaten besprochen. Auch der Schutz traditionellen Wissens rückt in den Fokus der Weltorganisation, wo seit 2000 das WIPO Intergovernmental Committee on Intellectual Property and Genetic Resources, Traditional Knowledge and Folklore über einen Schutz außerhalb des bisherigen Immaterialgüterrechts diskutiert. Gegen jeglichen Schutz traditioneller Kulturen in Form eines Immaterialgüterrechts sprechen sich praktisch alle westlichen Staaten aus, maßgeblich ist der Widerstand der USA. Sie gehen davon aus, dass traditionelle Volkskultur gemeinfrei sei und sein müsse. Die Verhandlungen zu diesem Teil erbrachten bislang keine Ergebnisse (Stand: Mitte 2017). In der rechtswissenschaftlichen Literatur werden Vergleiche zwischen einem Schutz traditioneller Kultur und den Urheberpersönlichkeitsrechten hergestellt, eine Lösung wird aber nicht innerhalb des bestehenden Immaterialgüterrechts gesehen, sondern wenn überhaupt dann nur durch ein neuartiges sui-generis-Recht.
2007 verabschiedete die WIPO die Development-Agenda. Neben den Empfehlungen der Doha-Runde ist dies das zweite Abkommen, das keine stetige Ausweitung intellektueller Eigentumsrechte fordert. Das Programm beinhaltet 45 nicht-bindende Empfehlungen. Zum einen sehen sie eine Reform der WIPO selber vor, die Entwicklungspolitik zu einem zentralen Pfeiler ihrer Politik machen soll. Zum anderen sollen die Empfehlungen dahin wirken, dass die Balance in den internationalen Verhandlungen zum geistigen Eigentum zwischen hochindustrialisierten Ländern und Entwicklungsländern wieder ausgeglichener verläuft.
Seit 2009 veröffentlicht die WIPO jährlich den World Intellectual Property Indicators, welcher eine breite Palette von Indikatoren für die Bereiche des geistigen Eigentums enthält und auf Daten von nationalen und regionalen Ämtern für geistiges Eigentum, der WIPO, der Weltbank und der UNESCO beruht. Darunter fallen Anmeldungen von Patenten, Marken und Produktdesigns.

## Kontroverse und Kritik
Die Weltorganisation für geistiges Eigentum (WIPO) steht in der Öffentlichkeit häufig im Zentrum kontrovers geführter Diskussionen, wobei unterschiedliche Gruppen jeweils eigene Kritik formulieren, die dadurch sehr vielfältig ist.
Zu den Kritikern gehören beispielsweise Gruppen, welche Monopolrechte durch gewerbliche Schutzrechte gänzlich ablehnen, welche lediglich die Globalisierung der Wirtschaft mittels Monopolrechten ablehnen oder welche Monopolrechte für traditionelles Wissen ausschließlich bestimmten (indigenen) Völkern vorzubehalten wünschen, die im Besitz dieses Wissens sind. Daneben gibt es Gruppen, denen der bestehende Schutz geistigen Eigentums und die weltweite Harmonisierung der Schutzrechte nicht weit genug geht, oder andere wieder, die traditionelles Wissen für nicht schutzfähig und damit für Allgemeingut halten.
Ein Beispiel solcher Kritik ist Teil einer allgemeinen Globalisierungsdebatte.
Der WIPO wird dabei insbesondere vorgeworfen, den Interessensausgleich zwischen den Rechten der Allgemeinheit und den von Inhabern von Monopolrechten nicht angemessen zu berücksichtigen. Diese Kritik läuft im Wesentlichen parallel zu der allgemeinen Kritik an den verschiedenen Novellen des Urheberrechts in der EU und weltweit, welche in den vergangenen Jahrzehnten umgesetzt und harmonisiert worden waren. Daneben vollzieht sich eine Debatte, wobei Industrieländer kritisieren, dass die WIPO Ländern mit geringem Anmeldungsaufkommen – insbesondere Entwicklungsländern – gleiche Stimmrechte gibt.
Es wurde in der Fachwelt als ein Forenwechsel angesehen, dass das TRIPS-Übereinkommen unter die Domäne des GATT und damit der WTO untergeordnet wurde. Insbesondere die Öffnung des GATT für andere Themen als Zoll- und Handelsfragen wird von Wirtschaftsfachleuten, wie Jagdish Bhagwati, kritisiert.
Eine im Jahr 2003 angesetzte Konferenz zu freier Software wurde durch Intervention der US-amerikanischen WIPO-Vertreter abgesetzt, wobei ein Einfluss der amerikanischen Softwareindustrie unterstellt worden ist. Der Grund war die Kontroverse über die unterschiedliche Handhabung von Software als Gegenstand von Erfindungen, wonach in den USA reine Software patentierbar ist, wohingegen in den meisten anderen Staaten der Welt reine Software unter den Schutz des Urheberrechts fällt und nur in Verbindung mit weiteren technischen Merkmalen patentierbar wird.

## Wikimedia
Im September 2020 wurde der Antrag von Wikimedia, Beobachterstatus bei der WIPO zu erhalten, auf Betreiben Chinas abgelehnt. Als Begründung nannte der chinesische Vertreter die Existenz einer taiwanesischen Sektion von Wikimedia, was darauf hindeute, dass Wikimedia die staatliche Integrität Chinas infrage stelle. Die USA und Großbritannien hatten den Antrag unterstützt, während die Europäische Union sich nicht positionierte.

## Finanzen
Für das Jahr 2016 lagen die Einnahmen der Organisation bei 347 Millionen US-Dollar und die Ausgaben bei 347 Millionen US-Dollar. Die WIPO finanziert sich aus Beiträgen der Mitgliedsstaaten und öffentlichen bzw. privaten Spenden.

## Mitglieder
Der Organisation gehören 193 Staaten an (Stand: Mai 2021), wovon 153 Staaten den Patentzusammenarbeitsvertrag unterzeichnet haben. Im Jahr 2020 führte China erstmals die weltweite Rangliste der meisten Anmeldungen pro Land an. Zuvor hatten die USA die Liste seit 1978 ununterbrochen angeführt.

## Bisherige Direktoren
| Nr. | Name              | Land                       | Amtszeit  |
| --- | ----------------- | -------------------------- | --------- |
| 1   | Georg Bodenhausen | Niederlande                | 1970–1973 |
| 2   | Árpád Bogsch      | Ungarn/ Vereinigte Staaten | 1973–1997 |
| 3   | Kamil Idris       | Sudan                      | 1997–2008 |
| 4   | Francis Gurry     | Australien                 | 2008–2020 |
| 5   | Daren Tang        | Singapur                   | 2020–     |

## Von der WIPO verwaltete Verträge
Die WIPO verwaltete im Jahr 2008 insgesamt 24 Verträge. Im Gegensatz zu anderen UN-Organisationen sind Mitglieder nicht verpflichtet, alle Verträge anzunehmen.
- Pariser Verbandsübereinkunft zum Schutz des gewerblichen Eigentums (PVÜ), 1883
- Berner Übereinkunft zum Schutz von Werken der Literatur und Kunst (RBÜ), 1886
- Madrider Abkommen über die internationale Registrierung von Marken (MMA)
- Protokoll zum Madrider Abkommen über die internationale Registrierung von Marken (PMMA)
- Markenrechtsvertrag (Trademark Law Treaty TLT)
- Vertrag über die Internationale Zusammenarbeit auf dem Gebiet des Patentwesens (PCT)
- WIPO-Urheberrechtsvertrag (WCT)
- Locarno-Klassifikation
- Haager Abkommen über die internationale Hinterlegung gewerblicher Muster und Modelle (HMA)